# Юге, Бернар
Бернар Юге (фр. Bernard Huguet; род. 30 марта 1933) — французский шахматист.

## Биография
Во второй половине 1960-х годов был один из ведущих шахматистов Франции. В 1969 году победил на городском чемпионате Парижа по шахматам. Многократный участник чемпионатов Франции по шахматам, в которых успешнее всего выступил в 1967 году в Дьепе, когда занял третье место. Представлял сборную Франции на шахматных олимпиадах, в которых участвовал три раза (1966—1968, 1972) и в индивидуальном зачете завоевал бронзовую (1968) медаль. В 1969 году в Португалии участвовал в зональном турнире розыгрыша цикла чемпионата мира по шахматам.
До 2008 года регулярно участвовал в шахматных турнирах для сеньоров: в чемпионатах Франции для сеньоров (2002, 2004), в чемпионатах Европы и мира для сеньоров (2001, 2002).